# 이토 게이카쿠
이토 케이카쿠(일본어: 伊藤計劃, 1974년 10월 14일 - 2009년 3월 20일)는 일본의 SF작가다. , 본명은 이토 사토시(伊藤聡).
2007년 『학살기관』으로 등단하여 불과 2년만에 요절하였으나, 그 데뷔작은 제로년대 일본 SF 최대 걸작 중 하나로 꼽힌다.